# 乌兰木伦
- 關於鄂尔多斯市伊金霍洛旗下辖的镇，請見「乌兰木伦镇」。
- 關於蒙古语称“乌兰木伦”的河流，請見「沱沱河」。

乌兰木伦（1935年11月—2017年11月13日），男，蒙古族，内蒙古土默特左旗人。中华人民共和国政治人物，曾任中央纪委驻对外经济贸易部纪检组组长、对外经济贸易部党组成员、新华社香港分社副社长等职。
1954年8月，毕业于中央民族学院附中，同年9月，考入北京对外贸易学院经济系学习。1956年2月加入中国共产党。1970年8月任对外经济联络部一局办公室副主任。1979年11月，任驻南斯拉夫经济代表处一等秘书。1981年10月，任驻也门民主人民共和国经济参赞处参赞。1984年8月，任对外经济贸易部国外经济合作局局长。1988年7月，任对外经济贸易部部长助理、党组成员。1991年6月任中央纪委驻经贸部纪律检查组组长。1992年11月至1999年任新华社香港分社副社长。
乌兰木伦是中共十三大、十四大代表，中共第十四届、十五届中央纪律检查委员会委员。2017年11月13日因病医治无效在北京逝世，享年82岁。